# Kisserup Strand
Kisserup Strand er en strand og en sommerhusbebyggelse på Nordvestsjælland med 204 indbyggere i byområdet (2010), beliggende i Udby Sogn. Bebyggelsen nåede pr. 1. januar 2010 for første gang over 200 indbyggere, men er nu under grænsen igen. Kisserup Strand er beliggende på Tuse Næs ved Isefjorden tre kilometer nord for Udby og 17 kilometer nord for Holbæk. Bebyggelsen tilhører Holbæk Kommune og er beliggende i Region Sjælland.